# Ruth Selwyn

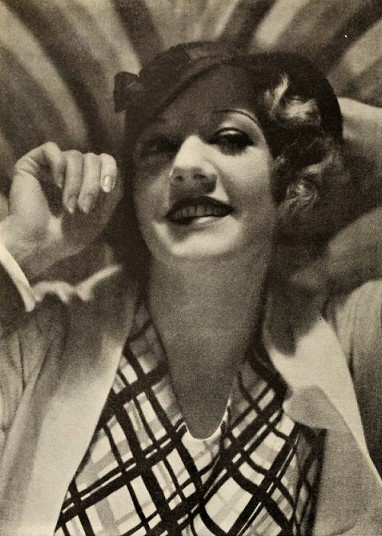
Ruth Selwyn

Ruth Selwyn, nacida como Ruth Wilcox (Tazewell, Virginia, 6 de noviembre de 1905 - Hollywood, 13 de diciembre de 1954) fue una productora teatral y actriz estadounidense.
Nacida en Virginia en 1905, fue la primera esposa de Edgar Selwyn. Y trabajó como actriz y productora teatral, produjo varias producciones de comedias y musicales de Broadway. Hizo ocho películas, una de las cuales, Men Must Fight en 1933, fue dirigida por su esposo.
Bachelor Born, una de las obras de Broadway que produjo en 1938 juntó con Milton Shubert, tuvo un buen éxito: se representó durante más de un año con 400 funciones.
Ruth Selwyn murió en Hollywood el 13 de diciembre de 1954, tenía 49 años.

## Filmografía
La filmografía esta completa.

### Actriz
- Five and Ten, dirigida por Robert Z. Leonard (no acreditar) (1931)
- Polly of the Circus, dirigida por Alfred Santell (1932)
- The Trial of Vivienne Ware, dirigida por William K. Howard (1932)
- New Morals for Old, dirigida por Charles Brabin (1932)
- Speak Easily, dirigida por Edward Sedgwick (1932)
- Men Must Fight, dirigida por Edgar Selwyn (1933)
- Fugitive Lovers, dirigida por Richard Boleslawski (1934)
- Baby Face Harrington, dirigida por Raoul Walsh (1935)

## Representaciones teatrales (producción)
- Nine-Fifteen Revue (Broadway, 11 de marzo de 1930)
- Bachelor Born, de Ian Hay (Broadway, 25 de enero de 1938)
- Walk With Music (Broadway, 4 de julio de 1940)